# Екмеледин Ихсаноглу
Екмеледин Ихсаноглу (на турски: Ekmeleddin Ihsanoglu), име по рождение Ekmellettin Muhammet İhsan, е турски учен и политик.
Бил е генерален секретар на Организацията „Ислямска конференция“ (преименувана през 2011 г. на Организация за ислямско сътрудничество) през периода 2005 – 2013 г.

## Биография
Роден е в турско семейство в Кайро, Египет през 1943 г. Там получава бакалавърска степен (1966) в университета „Айн Шамс“ и магистърска степен (1970) в университета „Ал-Азхар“, а докторска степен (1974) – в Анкарския университет.
Основава и оглавява Катедрата по история на науката във Факултета по литература на Истанбулския университет от 1984 до 2003 г. Преподавал е също в Университета на Ексетър (Великобритания), Университета „Иньоню“ в Малатия (Турция), Университета „Лудвиг Максимилиан“ в Мюнхен (Бавария, Германия).
Чуждестранен член е на Академията на науките на Татарстан (2010), почетен доктор на МГИМО (2006).
Избран е за 9-ия генерален секретар на Организацията „Ислямска конференция“ (от 2011 г. Организация за ислямско сътрудничество), която длъжност заема от 1 януари 2005 до 31 декември 2013 г.
Женен е, има 3 деца.